# Prêtres ouvriers diocésains du Sacré-Cœur de Jésus
La Fraternité des prêtres ouvriers diocésains du Sacré-Cœur de Jésus (en latin : Sodalitas Sacerdotium Operariorum Dioecesanorum Sacro Corde Jesu) est une association publique cléricale internationale de droit pontifical. Ils signent S.O.D.

## Historique
L'association est fondée le 29 janvier 1883 à Tortosa par le prêtre Manuel Domingo y Sol (1836 - 1909) pour promouvoir les vocations ecclésiastiques et diriger les écoles instituées à cet effet par le fondateur. À l'appel des évêques, ils ont dirigé certains séminaires diocésains (ceux de Valence, Murcie ou Orihuela, par exemple).
L'institut est érigé par Francisco Aznar y Pueyo, évêque de Tortosa le 1er janvier 1886 et reçoit le décret de louange le 1er août 1898, il est approuvé par le Saint-Siège le 19 mars 1927 comme société de vie apostolique. Rapidement, ils essaiment, d'abord en Espagne, puis au Mexique, en Uruguay, Argentine et Pérou.
Le 23 mars 1935, il devient un institut séculier et de nouveau approuvé par le Saint-Siège le 19 mars 1952. Dès lors, l'institut gère également des centres d'orientation professionnelle. Un dernier changement de statuts permet un examen de la structure de la fraternité qui conduit à repenser leur vocation dans l'Église catholique. Depuis le 22 mai 2008, par une nouvelle approbation pontificale, ils deviennent une association publique cléricale et ne sont donc plus soumis à la congrégation pour les instituts de vie consacrée et les sociétés de vie apostolique mais sous la juridiction de la congrégation pour le Clergé.

## Activités et diffusion
Les prêtres ouvriers diocésains du Sacré-Cœur de Jésus aident et guident les vocations ecclésiastiques et religieuses, les séminaires, l'éducation des jeunes, la propagation de la dévotion au Sacré-Cœur de Jésus, l'adoration eucharistique en esprit de réparation et pour les vocations.
Ils sont présents en :
- Europe : Allemagne, Espagne, Italie, Portugal ;

- Amérique : Argentine, Brésil, Cuba,  États-Unis, Mexique, Pérou, Venezuela ;

- Afrique : Angola, République démocratique du Congo.

La fraternité compte environ 250 membres, dont les évêques :
- Jaime Flores Martin (1906-1974)
- Cipriano Calderón Polo (1927-2009)
- Rutilio del Riego Jáñez (1940- )
- Jesús Rico García (1954- )
- Ángel Pérez Pueyo (1956- )
- Ramón Viloria Pinzón (1959-2022)
- Jesús Pulido Arriero (1965- )
- Eduardo Redondo Castanera (1967- )

## Source
- (es) Cet article est partiellement ou en totalité issu de l’article de Wikipédia en espagnol intitulé « Sacerdotes Operarios Diocesanos » (voir la liste des auteurs).